# Ladislav Marek
Pour les articles homonymes, voir Marek.
Ladislav Marek, né à Prague le 1er décembre 1928, est un géologue et paléontologue tchèque.

## Publications
- Contribution to the Stratigraphy and Fauna of the Uppermost Part of the Krålur Dvur Shales. (Ashgillian), Sbornik Ustredniho Ustavu Geologickeho, Svazek XIX, Prague, 1952, p. 429-455, planches I-Il
- (en) M. Valent, O. Fatka, M. Szabad, V. Micka et L. Marek,  Skryjelites auritus gen. et sp. nov. and Quasimolites quasimodo gen. et sp. nov.—two new middle Cambrian hyolithids (?Mollusca) from the Czech Republic, Zootaxa 4007(3), 2015, p. 419–426, DOI 10.11646/zootaxa.4007.3.8.